# Achetaria
Achetaria é um género botânico pertencente à família Plantaginaceae. Tradicionalmente este gênero era classificado na família das Scrophulariaceae.

## Espécies
Formado por 10 espécies:
- Achetaria azurea (Linden) V.C.Souza
- Achetaria bicolor Pennell
- Achetaria caparaoensis (Brade) V.C.Souza
- Achetaria crenata (Ronse & Philcox) V.C.Souza
- Achetaria erecta (Spreng.) Wettst.
- Achetaria guianensis Pennell
- Achetaria latifolia V.C.Souza
- Achetaria ocymoides (Cham. & Schltdl.) Wettst.
- Achetaria platychila (Radlk.) V.C.Souza
- Achetaria scutellarioides (Benth.) Wettst.